# Hackers At Large
Hackers At Large (ou HAL2001) est une conférence hacker qui s'est tenue en août 2001 à l'université de Twente, à Enschede, aux Pays-Bas.

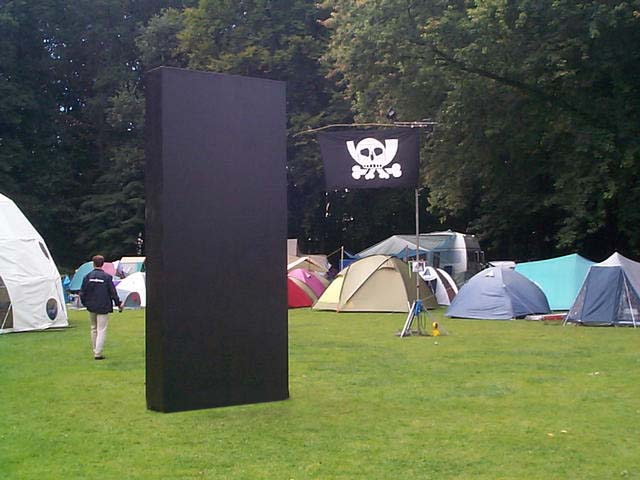
Le « monolithe » de HAL2001, également inspiré du film 2001, l'Odyssée de l'espace.

Le nom HAL est inspiré du film 2001, l'Odyssée de l'espace, où figure un ordinateur doté d'intelligence artificielle du nom de HAL 9000. Hackers At Large est un rétronyme de HAL.